# Holý vrch (Štiavnické vrchy)
Holý vrch je přírodní rezervace v katastrálním území města Krupina v okrese Krupina v Banskobystrickém kraji. Území bylo vyhlášeno v roce 1988 a jeho rozloha je 16,81 hektaru. Předmětem ochrany je lokalita výskytu značeného počtu chráněných, vzácných a ohrožených druhů rostlin, která vznikla přirozeným vývojem v součinnosti s extenzivním obhospodařováním.